# Balsby
Balsby is een dorp in de gemeente Kristianstad in de provincie Skåne in Zweden. Het dorp heeft een inwoneraantal van 430 en een oppervlakte van 39 hectare (2010).